# Different Days
Different Days è il tredicesimo album in studio del gruppo musicale alternative rock britannico The Charlatans, pubblicato nel 2017.
Co-prodotto con Jim Spencer, il disco vede la collaborazione di "ospiti" d'eccezione come Anton Newcombe, Paul Weller, Johnny Marr, Ian Rankin, Sharon Horgan, Pete Salisbury dei Verve, Stephen Morris e Gillian Gilbert dei New Order, Nick Void dei Factory Floor, Donald Johnson degli A Certain Ratio e Kurt Wagner. Il disco è stato registrato presso gli studi Big Mushroom, nel Cheshire, presso il Black Barn Studio, nel Surrey, e i Cobra Studios, a Berlino.
Il primo singolo, Plastic Machinery, realizzato in collaborazione con Marr e Newcombe, è uscito il 20 febbraio 2017.

## Tracce
1. Hey Sunrise – 4:13
2. Solutions – 4:06
3. Different Days – 4:00
4. Future Tense – 0:49
5. Plastic Machinery – 3:43
6. The Forgotten One – 0:40
7. Not Forgotten – 5:35
8. There Will Be Chances – 4:37
9. The Same House – 2:51
10. Over Again – 4:00
11. Let's Go Together – 4:17
12. The Setting Sun – 1:37
13. Spinning Out – 4:36

## Formazione
- Tim Burgess - voce, chitarra acustica
- Shuri Endo - voce nella traccia 2
- Ian Rankin - voce nella traccia 4
- Kurt Wagner - voce nella traccia 6
- Mark Collins, Tony Rogers, Nick Void - seconde voci
- Mark Collins, Johnny Marr - chitarre
- Mark Collins, Tony Rogers, Gilian Gilbert - tastiere
- Martin Blunt - basso
- Pete Salisbury, Stephen Morris, Ben Gordelier - batteria
- Paul Weller - tastiere, batteria, seconde voci
- Anton Newcombe - chitarre, tastiere, batteria